# Nicolas Leibundgut
Nicolas Leibundgut (22 luglio 1993) è un giocatore di football americano svizzero che gioca nel ruolo di quarterback per i Thun Tigers.